# 툴루이 칸국
툴루이 울루스, 또는 툴루이 칸국은 1221년 칭기즈 칸이 넷째 아들 툴루이의 몫으로 분배한 영지를 말한다. 툴루이 가문의 몽케 칸과 쿠빌라이 칸이 몽골 제국의 대칸이 되고, 쿠빌라이의 후손들이 몽골 제국과 원나라의 황제직을 세습하면서 영지는 자연스럽게 제국에 흡수, 소멸되었다. 툴루이 울루스의 서부 지역은 아리크부카와 그의 후손들의 소 울루스로 분할되어 상속되었다.
툴루이 울루스의 위치는 항가이산맥의 동쪽, 할하 몽골의 대부분, 바이칼호 지역, 투바의 남부 시베리아 분지, 앙가라 분지, 하부 예니세이 강변 주변, 중부 예니세이 계곡과 예니세이 왼쪽 제방을 바르그 지역 대부분, 앙가라와 바이칼의 북부와 레나강의 상류 지역에 해당된다. 이 중 할하 몽골 서부 지역은 아리크부카의 영지였고, 1266년 쿠빌라이 칸이 아리크 부카의 후손들에게 양도한 곳이다.